# Ameiva corax
Ameiva corax е вид влечуго от семейство Teiidae. Видът е световно застрашен, със статут Уязвим.

## Разпространение
Разпространен е в Ангуила.